# 大醬園
《大醬園》（英語：The Dripping Sauce），是香港電視廣播有限公司拍攝製作的以民初家族倫理為題材的電視劇，部份內容來自李錦記醬園的真實歷史改編，取用阿萊艾美拉攝影機拍攝，由龔慈恩、朱晨麗、龔嘉欣及何廣沛領銜主演，並由吳岱融、吳業坤、江嘉敏、黃嘉樂、康華、楊卓娜、李國麟、郭少芸及袁文傑聯合演出，編審湯健萍，監製梁材遠。

## 演員表

### 萬家
| 演員                        | 角色   | 備注 |
| 不適用                      | 萬禮新 | 第二十一代祖先 南宋遺臣之一 南宋朝代皇帝宋帝昺之御用廚師，負責保管寶藏 帶着小皇帝逃走時逃至廣東，將宋代寶藏埋在萬家大宅神樓底下並設下機關 得知反元復宋失敗後決定腳踏實地做醬油而建立萬冠園 萬啟山、萬啟石、萬啟川、萬啟江、萬玉鶯、萬卓楠、萬卓樟、萬卓榆、夏小滿、劉竹筠、萬小葵之祖先 並無出場，僅在席德容及夏小滿的對話中被提及 |
| 吳岱融                      | 萬啟山 | 大老爺、萬老闆、大老闆 萬家大當家 萬冠園的大老闆 萬啟川、萬玉鶯之兄 萬啟石、萬啟江之兄，後反目，後和好 席德容之夫 萬卓楓之養父兼岳父 夏小滿之生父 萬卓楠、萬卓樟、萬卓榆之大伯父 劉敬業之競爭對手兼天敵，與其針鋒相對 趙靈素、張笑瑩、嚴瑛之大伯子 劉星權之大舅子 姜二更之老闆，後為其大舅子 劉竹筠之大舅父 湘天娥之老闆，後為親家父 華仲堅之親家父 萬小葵之外祖父 患有心臟病 以為葉細是萬靜文，於第10集起成為其假父親（自己並不知情），於第16集得知夏小滿才是萬靜文 於第20集與夏小滿相認 於第20集因夏小滿及萬卓楓的身世一事而被迫退任 於第21集代替萬卓楠受罪並被捉拿並送往省城監禁 於第24集在監獄裏將夏小滿用紅趜制作新豉油取名為滿堂紅 於第26集（入獄半年後）出獄並到魯嘉仁家暫住 於第26集重遇萬卓楓 於第27集與高兆榮爭執時心臟病發病逝 |
| 龔慈恩                      | 席德容 | 大太太、萬太太、萬夫人、阿容、容容 萬家大當家夫人 賢妻良母，懂得為丈夫分擔煩惱 萬啟山之妻 萬卓楓之養母兼岳母 夏小滿之生母 萬啟石、萬啟川、萬啟江、萬玉鶯之大嫂 萬卓楠、萬卓樟、萬卓榆之大伯娘 趙靈素、張笑瑩、嚴瑛之妯娌 陳映雪之主子 劉星權、姜二更之大舅嫂 劉竹筠之大舅母 湘天娥之老闆娘，後為親家母 華仲堅之親家母 萬小葵之外祖母 以為葉細是萬靜文，於第10集起成為其假母親（自己並不知情），於第16集從夏冬口中得知夏小滿才是萬靜文 於第20集與夏小滿相認 於第20集因夏小滿及萬卓楓的身世一事而被迫退任 於第23集萬家大宅被高兆榮收屋後搬到魯嘉仁家暫住並協助姜二更及夏小滿重新做醬以重振萬冠醬園風聲 於第25集重遇萬卓楓 於第29集與夏小滿發現祖先陀螺的秘密，後曾多次勸阻小滿挖掘藏在萬家大宅的寶藏 於第29集在高兆榮的威脅逼迫下前往尋寶之途，後被其槍傷來威脅小滿解除機關 |
| 鄭子誠                      | 萬啟石 | 二老爺、二老闆、萬老闆 萬家二當家 萬冠園二老闆 沒有為醬園付出 萬卓楠之父 萬啟山之弟 萬啟川之兄，後陷害其，後反目，後和好 萬啟江、萬玉鶯之兄 趙靈素之夫 萬卓樟、萬卓榆之二伯父 萬卓楓之養二叔父，後為二叔岳父 夏小滿之二叔父 席德容之二叔仔 張笑瑩、嚴瑛之二伯子 劉星權、姜二更之二舅子 劉竹筠之二舅父 萬小葵之二叔公 於第20集因夏小滿及萬卓楓的身世一事而接管萬冠醬園並與萬啟江輪流做大當家 於第21集決定將萬冠園賣掉，第22集賣給廖懷安，但幕後真正的買家實是劉敬業 於第23集萬家大宅被高兆榮收屋後到回趙靈素娘家，後被趕走 於第24集搬到魯嘉仁家暫住並協助姜二更及夏小滿重新做醬以重振萬冠醬園風聲 為人奸詐、好大喜功，為求目的，不擇手段 |
| 車婉婉                      | 趙靈素 | 二太太、萬太太 萬家二當家夫人 萬啟石之妻 萬卓楠之母 萬啟山之二弟婦 萬啟川、萬啟江、萬玉鶯之二嫂 萬卓樟、萬卓榆之二伯娘 萬卓楓之養二嬸，後為二叔岳母 夏小滿之二嬸 張笑瑩之妯娌，與其不和 席德容、嚴瑛之妯娌 劉星權、姜二更之二舅嫂 劉竹筠之二舅母 萬小葵之二叔婆 洪菱之主子 於第20集因夏小滿及萬卓楓的身世一事而與嚴瑛輪流做大當家夫人 於第23集萬家大宅被高兆榮收屋後到回娘家，後被趕走 於第24集搬到魯嘉仁家暫住並協助姜二更及夏小滿重新做醬以重振萬冠醬園風聲 經常無事生非 |
| 陳嘉輝                      | 萬啟川 | 三老爺、三老闆、萬老闆 萬家三當家 萬冠園三老闆 萬啟山之弟，怪責他沒有為自己主持公道 萬啟石之弟，被其陷害而反目，後和好 萬啟江、萬玉鶯之兄 張笑瑩之夫 張富根之女婿 張勇之姊夫 萬卓樟之父 萬卓楠、夏小滿之三叔父 萬卓楓之養三叔父，後為三叔岳父 萬卓榆之三伯父 席德容、趙靈素之三叔仔 嚴瑛之三伯子 劉星權、姜二更之三舅子 劉竹筠之三舅父 萬小葵之三叔公 劉敬業之下屬，曾反目，最後和好 於第23集萬家大宅被高兆榮收屋後到福永昌醬園做醬兼居住，後被安排掌管打理被劉敬業收購的萬冠醬園 患口吃 製作醬油很有天份 為人忠厚老實及憨直 |
| 郭少芸                      | 張笑瑩 | 三太太、萬太太、阿瑩、鹹魚妹（趙靈素專稱） 萬家三當家夫人 張富根之長女 張勇之姊 萬啟川之妻 萬卓樟之母 萬啟山、萬啟石之三弟婦 萬啟江、萬玉鶯之三嫂 萬卓楠、夏小滿之三嬸 萬卓楓之養三嬸，後為三叔岳母 萬卓榆之三伯娘 趙靈素之妯娌，與其不和 席德容、嚴瑛之妯娌 劉星權、姜二更之三舅嫂 劉竹筠之三舅母 萬小葵之三叔婆 楊如意之主子 於第23集萬家大宅被高兆榮收屋後到福永昌醬園居住 為人老實，忍辱負重 |
| 徐 榮                       | 萬啟江 | 四老闆、四老爺、萬老闆 萬家四當家 萬冠園四老闆（第24集前沒有付出）/武館老闆 萬啟山、萬啟石、萬啟川之弟 萬玉鶯之兄 嚴瑛之夫 萬卓榆之父 萬卓楠、萬卓樟、夏小滿之四叔父 萬卓楓之養四叔父，後為四叔岳父 席德容、趙靈素、嚴瑛之四叔仔 劉星權、姜二更之四舅子 劉竹筠之四舅父 萬小葵之四叔公 於第20集因夏小滿及萬卓楓的身世一事而接管萬冠醬園並與萬啟石輪流做大當家 於第21集決定將萬冠園賣掉，第22集賣給廖懷安，但幕後真正的買家實是劉敬業 於第23集萬家大宅被高兆榮收屋後想回嚴瑛娘家，但後來才知嚴瑛已沒有親人在上海 於第24集搬到魯嘉仁家暫住並協助姜二更及夏小滿重新做醬以重振萬冠醬園風聲 個性衝動，懂武功 |
| 樊亦敏                      | 嚴 瑛  | 四太太、萬太太 萬家四當家夫人 上海人 萬啟江之妻 萬卓榆之母 萬啟山、萬啟石、萬啟川之四弟婦 萬玉鶯之四嫂 萬卓楠、萬卓樟、夏小滿之四嬸 萬卓楓之養四嬸，後為四叔岳母 席德容、趙靈素、張笑瑩之妯娌 劉星權、姜二更之四舅嫂 劉竹筠之四舅母 萬小葵之四叔婆 魯巧兒之主子 於第20集因夏小滿及萬卓楓的身世一事與趙靈素輪流做大當家夫人 於第23集萬家大宅被高兆榮收屋後本想回娘家，但卻沒有親人在上海 於第24集搬到魯嘉仁家暫住並協助姜二更及夏小滿重新做醬以重振萬冠醬園風聲 說話有口音，語調較特別，洋人的衣著打扮，為人吝嗇，經常口無遮攔 |
| 楊卓娜                      | 萬玉鶯 | 五小姐、阿鶯 萬家五小姐 萬啟山、萬啟石、萬啟川、萬啟江之妹 萬卓楠、萬卓樟、萬卓榆之姑姐 夏小滿之好友，實為其姑姐 萬卓楓之養姑姐，後為姑岳母 席德容、趙靈素、張笑瑩、嚴瑛之姑仔 劉星權之妻，與其關係極佳，但后遭休 劉竹筠之母 劉敬業、夏汐嫻之媳婦，被他們針對，於第30集和好 劉星威之大嫂，被其不尊重 在劉星權死後被劉敬業、夏汐嫻休掉並趕出刘家 萬小葵之姑婆 與姜二更有感情線，於第30集成為其妻（草草結婚），並懷有其骨肉 第6集帶劉竹筠回萬家，後因被趙靈素、張笑瑩及嚴瑛嫌棄而搬到萬冠醬園居住 於第23集萬家大宅被高兆榮收屋後帶劉竹筠搬到魯嘉仁家暫住並協助姜二更及夏小滿重新做醬以重振萬冠醬園風聲 |
| 黃嘉樂                      | 萬卓楠 | 楠少、阿楠、楠哥 萬家大少爺／萬冠園製醬員工 萬啟石、趙靈素之子 萬啟山之侄子，被其欣賞 席德容、萬啟川、張笑瑩、萬啟江、嚴瑛、劉星權、姜二更、萬玉鶯之侄子 萬卓樟、萬卓榆、夏小滿之堂兄 萬卓楓之養堂兄，後為堂大舅子 劉竹筠之大表哥 萬小葵之堂大舅父 為人勤奮、別無機心 與左詩兩情相悅，本到談婚論嫁的地步，後因左詩要修讀神學而分手 與高雙雙互相愛慕，後於第30成為其第二任丈夫 於第13集被威虎幫挷架並被狗咬傷 於第14集被救回 於第15集與高雙雙查案之時被彭虎等人發現且追殺，險墜山崖之時互相確認彼此心意 於第21集間接刺殺曹濟眾並被周乾坤嫁禍 於第22集因萬啟山的謀劃而以一毫錢保住了萬冠園的名字與招牌 於第22集成功阻止劉敬業拆萬冠園招牌 於第22集企圖與高雙雙私奔但不果，被高兆榮追捕時與高雙雙失散並被野狗咬傷留下疤痕，後被張勇救回及被其收留但成為通揖犯 於第24集以為高雙雙將與華歌在教堂舉行婚禮而前去制止，後因曹濟眾認得其聲音而知道其是其中一個刺傷他的人，從而被捉拿 於第26集（入獄半年後）出獄，但對高雙雙和萬家人避而不見 於第27集回來搬到魯嘉仁家暫住並協助姜二更及夏小滿重新做醬以重振萬冠醬園風聲 於第27集被高雙雙告知與華歌假結婚之事並復合，但因堅持要留守佛山重振萬冠園回絕她所提出私奔一事 於第29集被夏小滿相求，一同挖掘藏在萬家大宅的寶藏 於第30集成為高兆榮之妹夫，並宣布雙雙已懷孕 郭秋雁、葉細之姑爺 |
| 江嘉敏                      | 高雙雙 | 雙雙 萬家大少奶 高兆榮之妹 與萬卓楠互相愛慕，於30集成為其妻子，並懷孕 參見專員府（高家） |
| 李日昇                      | 萬卓樟 | 樟少、阿樟 萬家二少爺／萬冠園製醬學徒 萬啟川、張笑瑩之子 張富根之外孫 萬啟山、席德容、萬啟石、趙靈素、萬啟江、嚴瑛、劉星權、姜二更、萬玉鶯之侄子 張勇之外甥 萬卓楠之堂弟 萬卓榆、夏小滿之堂兄 萬卓楓之養堂兄，後為堂二舅子 劉竹筠之二表哥 萬小葵之堂二舅父 於第23集萬家大宅被高兆榮收屋後搬到魯嘉仁家暫住並協助姜二更及夏小滿重新做醬以重振萬冠醬園風聲 於第28集成為洪天佑之徒弟並出省城學習 於第30集回歸彿山 |
| 吳卓衡                      | 萬卓榆 | 榆少、阿榆 萬家三少爺／萬冠園製醬學徒 萬啟江、嚴瑛之子 萬啟山、席德容、萬啟石、趙靈素、萬啟川、張笑瑩、劉星權、姜二更、萬玉鶯之侄子 萬卓楠、萬卓樟之堂弟 夏小滿之堂兄 萬卓楓之養堂兄，後為堂三舅子 劉竹筠之三表哥 萬小葵之堂三舅父 兒時因意外從樹上跌下來並跌倒而成為跛子，於第30集康復 於第23集萬家大宅被高兆榮收屋後搬到魯嘉仁家暫住並協助姜二更及夏小滿重新做醬以重振萬冠醬園風聲 於第28集成為洪天佑之徒弟並出省城學習 於第30集回歸彿山 |
| 何廣沛                      | 萬卓楓 | 楓少、阿楓、二世祖（夏小滿專稱）、楓仔（湘天娥專稱）、Daniel／布平安先生（在英國時之名) 萬家四少爺／萬冠園製醬學徒，後為萬家大姑爺 本名華楓 華仲堅、湘天娥之親生長子 萬啟山、席德容之養子兼女婿 萬啟石、趙靈素、萬啟川、張笑瑩、萬啟江、嚴瑛、劉星權、萬玉鶯之養侄子，後為侄女婿 姜二更之侄女婿 萬卓楠、萬卓樟、萬卓榆之養堂弟，後為堂妹夫 劉竹筠之養表哥，後為表姐夫 夏小滿之歡喜冤家，於第18集結婚，與其育有一女，於第30集復合 萬小葵之父 利嘉瑤之男友（失憶後），於第30集分手 因萬啟山夫婦誤以為夏小滿出生後夭折而買回來當兒子 被葉細么愛慕 華歌之好兄弟兼情敵，實際身份為華歌之孖生兄長 於第13集被威虎幫挷架 於第14集與夏小滿逃走但不果反被威虎幫手下用刀刺傷以致重傷並活埋，後被夏小滿救回但昏迷不醒 於第15集甦醒 於第17集闖入劉家大宅救夏小滿但不果反被劉敬業囚禁並被其施酷刑及差點被其閹割下體，後因張勇和何芬芳及時阻止而逃過一劫 於第18集因葉細么胡說而以為與夏小滿亂倫，出外尋找萬啟山及席德容問清楚時被劉星威打暈後失蹤並音訊全無 於第19集失蹤 於第24集與利家瑤從英國到佛山 於第25集（九個月後）重遇家人與小滿，但因失憶而不記得他們 於第25集提及其實為被劉星威打暈後被人販拿去賣作奴隸，送往海外時遇海難沉船，後被利家瑤救出，並被其改名為布平安 于第26集向夏小滿坦認喜歡利家瑤 於第29集跟蹤利家瑤到萬家，後被葉細么以刀威脅，讓夏小滿解除寶藏機關 於第29集因萬家大宅神樓突然塌下，與夏小滿被困在其中 於第30集被救出 因被困在木箱及遇海難而害怕漆黑細小的地方，每次驚恐病發作都要幾天才康復 在夏小滿感染下開始喜歡葵花 |
| 陳偲穎 （童年）             | 夏小滿 | 小滿、醬油妹、指天椒/潑辣丫頭（萬卓楓專稱） 萬冠醬園製醬學徒/萬家四少奶（第18集起）/萬家大小姐（第20集起） 兒時被夏冬賣作妓女以拿錢買酒，於十歲時與細逃出 原為巡城馬，後成為萬冠園製醬學徒 因被誤以為夭折而令萬啟山夫婦買來萬卓楓當兒子 萬小葵之母 夏冬之養女 葉細之好友，情同姊妹，可是被其利用，於第20集反目 萬卓楓之歡喜冤家，於第18集結婚，與其育有一女，於第30集復合 萬卓楠、萬卓樟、萬卓榆之堂妹 劉竹筠之表姐 萬啟石、趙靈素、萬啟川、張笑瑩、萬啟江、嚴瑛、劉星權之侄女 萬玉鶯之好友， 姜二更之徒弟，後為合作夥伴， 湘天娥、華仲堅之媳婦 利家瑤之情敵 於第13集被威虎幫挷架 於第14集成功逃走 於第16集打傷劉星威後被劉敬業囚禁於劉家大宅並被其施酷刑 於第17集被救回 於第20集與萬啟山、席德容相認 於第23集萬家大宅被高兆榮收屋後到魯嘉仁家暫住並重新做醬以重振萬冠醬園風聲 於第23集發現已有孕三個月 於第24集用紅趜制作新豉油，被萬啟山取名為滿堂紅 於第24集重遇萬卓楓 於第25集在利家瑤的幫助下誕下女兒，因鍾情於葵花，將女兒名為萬小葵 於第25集制作原豉醬 於第28集為救萬卓楓而中槍，但因背着鍋而避過一劫 於第29集與席德容發現祖先陀螺的秘密，後曾被其多次勸阻挖掘藏在萬家大宅的寶藏 於第29集因萬家大宅神樓突然塌下，與萬卓楓被困在其中，於第30集被救出 |
| 朱晨麗 （國語配音：王曄雯） | 夏小滿 | 小滿、醬油妹、指天椒/潑辣丫頭（萬卓楓專稱） 萬冠醬園製醬學徒/萬家四少奶（第18集起）/萬家大小姐（第20集起） 兒時被夏冬賣作妓女以拿錢買酒，於十歲時與細逃出 原為巡城馬，後成為萬冠園製醬學徒 因被誤以為夭折而令萬啟山夫婦買來萬卓楓當兒子 萬小葵之母 夏冬之養女 葉細之好友，情同姊妹，可是被其利用，於第20集反目 萬卓楓之歡喜冤家，於第18集結婚，與其育有一女，於第30集復合 萬卓楠、萬卓樟、萬卓榆之堂妹 劉竹筠之表姐 萬啟石、趙靈素、萬啟川、張笑瑩、萬啟江、嚴瑛、劉星權之侄女 萬玉鶯之好友， 姜二更之徒弟，後為合作夥伴， 湘天娥、華仲堅之媳婦 利家瑤之情敵 於第13集被威虎幫挷架 於第14集成功逃走 於第16集打傷劉星威後被劉敬業囚禁於劉家大宅並被其施酷刑 於第17集被救回 於第20集與萬啟山、席德容相認 於第23集萬家大宅被高兆榮收屋後到魯嘉仁家暫住並重新做醬以重振萬冠醬園風聲 於第23集發現已有孕三個月 於第24集用紅趜制作新豉油，被萬啟山取名為滿堂紅 於第24集重遇萬卓楓 於第25集在利家瑤的幫助下誕下女兒，因鍾情於葵花，將女兒名為萬小葵 於第25集制作原豉醬 於第28集為救萬卓楓而中槍，但因背着鍋而避過一劫 於第29集與席德容發現祖先陀螺的秘密，後曾被其多次勸阻挖掘藏在萬家大宅的寶藏 於第29集因萬家大宅神樓突然塌下，與萬卓楓被困在其中，於第30集被救出 |
| 不適用                      | 劉竹筠 | 筠筠 女嬰 劉星權、萬玉鶯之女 萬啟山、席德容、萬啟石、趙靈素、萬啟川、張笑瑩、萬啟江、嚴瑛之外甥女 萬卓楠、萬卓樟、萬卓榆、夏小满之表妹 萬卓楓之養表妹 劉敬業、夏汐嫻之孫女 劉星威之姪女 萬小葵之表姨，與其年紀相近 於第6集被萬玉鶯帶回萬家，後因被趙靈素、張笑瑩及嚴瑛嫌棄而搬到萬冠醬園居住 於第23集萬家大宅被高兆榮收屋後隨母親萬玉鶯搬到魯嘉仁家暫住 |
| 不適用                      | 萬小葵 | 小葵 女嬰 萬卓楓、夏小滿之女 華仲堅、湘天娥之孫女 萬啟山、席德容之外孫女 萬啟石、趙靈素、萬啟川、張笑瑩、萬啟江、嚴瑛、劉星權、姜二更、萬玉鶯之侄孫女 華歌之侄女 萬卓楠、萬卓樟、萬卓榆之堂外甥女 劉竹筠之表姨甥女，與其年紀相近 於第25集由利家瑤接生並被帶到魯嘉仁家暫住 於第30集舉行百日宴 |
| 康 華                       | 湘天娥 | 娥姐 萬家廚娘，後為萬家親家 華仲堅之妻 萬卓楓(華楓)之生母 華歌之母 夏小滿之家婆 高雙雙之家婆(第24-29集) 萬啟山、席德容之親家母 萬小葵之嫲嫲 嗜賭，後在高雙雙的幫助下戒賭 因萬啟山夫婦誤以為夏小滿夭折而剛巧因丈夫患重病而被迫賣肚將萬卓楓賣給他們當兒子以賺錢買藥 於第23集趕走華歌並反目，第30集已和好 |
| 陳榮峻                      | 魯嘉仁 | 阿仁、仁叔 萬家管家 萬啟山之親信 於第23集萬家大宅被高兆榮收屋後暫時收留席德容、萬玉鶯、夏小滿、姜二更、陳映雪、萬卓樟、萬卓榆及劉竹筠 於第24集暫時收留萬啟石、趙靈素、萬啟江及嚴瑛 於第25集暫時收留萬小葵 於第26集暫時收留萬啟山 於第26集暫時收留萬卓楠 |
| 李綺雯                      | 陳映雪 | 阿雪、雪姐 席德容之丫環兼親信，一直很敬佩其 得知萬卓楓不是萬啟山和席德容的兒子 因萬靜文被誤以為夭折，拿去埋葬時跘倒並不小心將裝着萬靜文的籐籃拋出河流 一直隱瞞萬靜文未死的真相，於第6集向席德容坦白 以為葉細是萬靜文，於第16集得知夏小滿才是萬靜文 於第23集萬家大宅被高兆榮收屋後搬到魯嘉仁家暫住並協助姜二更及夏小滿重新做醬以重振萬冠醬園風聲 |
| 陳婉婷                      | 洪 菱  | 趙靈素之丫環 於第23集萬家大宅被高兆榮收屋後回鄉 於第30集回歸萬家 |
| 丁樂鍶                      | 楊如意 | 張笑瑩之丫環 於第23集萬家大宅被高兆榮收屋後回鄉 於第30集回歸萬家 |
| 郭千瑜                      | 魯巧兒 | 嚴瑛之丫環 於第23集萬家大宅被高兆榮收屋後回鄉 於第30集回歸萬家 |

### 萬冠醬園
- 于第21集被萬啟石及萬啟江決定賣掉
- 于第22集賣給廖懷安，但幕後真正的買家實是劉敬業
- 于第30集重新開張，並收了一群女學徒學習製醋

| 演員   | 角色   | 備注 |
| 吳岱融 | 萬啟山 | 大老闆 參見萬家 |
| 鄭子誠 | 萬啟石 | 二老闆 參見萬家 |
| 陳嘉輝 | 萬啟川 | 三老闆 參見萬家 |
| 徐 榮  | 萬啟江 | 四老闆 參見萬家 |
| 韋家雄 | 姜二更 | 二更師傅 總管兼師傅 與萬玉鶯有感情線，於第30集提及與其草草結婚，成為其第二任丈夫 於第22集成功阻止劉敬業拆萬冠園招牌 於第23集萬家大宅被高兆榮收屋後到魯嘉仁家暫住並重新做醬以重振萬冠醬園風聲 夏小滿之師傅，後為其合作夥伴，於第30集成為其第二任姑丈 參見萬家 |
| 吳業坤 | 華 歌  | 華歌仔、阿歌 萬冠醬園總管副手兼師傅 萬卓楓之好兄弟兼情敵，實際身份為萬卓楓之孖生弟弟 華仲堅、湘天娥之子 暗戀夏小滿 高雙雙之假丈夫，但真心喜歡她 高兆榮之妹夫（第24-29集） 郭秋雁、葉細么之姑爺（第24-29集） 於第23集被湘天娥趕走並反目，第30集已和好 於第23集因緣巧合被高兆榮相中成為軍中兵仔，後因葉細么的計謀，被高兆榮十分賞識，推薦入讀軍校 於第24集升職為副官，受高兆榮指令保護高雙雙 於第24集在教堂與高雙雙舉行假婚禮以騙過曹濟众，但其實自己真心喜歡她 於第29集與高雙雙簽字離婚，放手成全高雙雙與萬卓楠 於第29集下藥迷昏後出賣高兆榮，痛斥其賣國賊 於第30集接替高兆榮成為佛山軍長 |
| 黃嘉樂 | 萬卓楠 | 萬冠醬園製醬員工 萬家大少爺 參見萬家 |
| 李日昇 | 萬卓樟 | 萬冠醬園製醬學徒 萬家二少爺 參見萬家 |
| 吳卓衡 | 萬卓榆 | 萬冠醬園製醬學徒 萬家三少爺 參見萬家 |
| 何廣沛 | 萬卓楓 | 萬冠醬園的製醬學徒 萬家四少爺，後為萬家大姑爺 參見萬家 |
| 朱晨麗 | 夏小滿 | 萬冠醬園製醬學徒（第4集起） 實為萬家小姐 於第30集成為話事人，並帶領多位女學徒學整豉油，醋等 參見萬家 |
| 龔嘉欣 | 葉細   | 細 萬冠醬園製醬學徒（第4-10集） 本為妓女，於十歲時與夏小滿逃出 原為巡城馬，後成為萬冠園製醬學徒 為人工於心計，違背良心 夏小滿之好友，情同姊妹，並利用其，於第20集反目 愛慕萬卓楓 於第10集起假冒萬靜文，於第16集被發現冒認 於第16集殺死夏冬，被劉星威強姦再閹割其下體 於第19集從高雙雙口中得知高兆榮一直對初戀情人曹大小姐念念不忘，便以同樣的方式來吸引其註意，後趁其酒醉與其發生關係 於第20集成為高兆榮之姨太太，於第25集在郭秋雁死後成為其繼室 高雙雙之二嫂（第20集起），被其不承認姑嫂身份，被其針對兼不和 郭秋雁之情敵，並陷害其 於第25集指使娣殺害郭秋雁並嫁禍劉星威 於第26集勒死劉星威 於第29集成功挖到寶藏後萬家大宅神樓突然坍塌而被壓死 逼迫丫環做毫無道義的事情 對華歌伸出援手十分友好，實際上是為了在高兆榮身邊培養自己人，設局令高兆榮信任華歌 參見高家 |
| 嘉 駿  | 鄭 中  | 阿中 萬冠醬園製醬學徒 於第23集協助姜二更及夏小滿重新做醬以重振萬冠醬園風聲 |
| 伍禮騫 | 鄒潤發 | 萬冠醬園製醬員工 於第28集協助姜二更及夏小滿重新做醬以重振萬冠醬園風聲 |
| 吳展驊 | 陸 三  | 萬冠醬園製醬員工 |
| 方紹聰 | 楊 洋  | 萬冠醬園製醬員工 |
| 衛志豪 | 陳阿九 | 萬冠醬園男工，負責賬目 |
| 蘇恩磁 | 鄧艾媛 | 萬冠醬園女工 |

### 福永昌醬園／劉家
- 萬家之競爭對手兼天敵，與他們針鋒相對，於第30集和好
- 于第30集半價把醬園出售給萬家

| 演員   | 角色   | 備注 |
| 李國麟 | 劉敬業 | 劉老闆 大當家 夏汐嫻之夫 劉星權、劉星威之父 萬玉鶯之家翁，並針對其，於第30集和好 萬啟山，萬啟石，萬啟川，萬啟江之姻世伯 劉竹筠之祖父 萬家之競爭對手兼天敵，與他們針鋒相對，於第30集和好 于第5集誤殺劉星權，並誣蔑萬玉鶯剋夫將其趕其趕出劉家 於第17集被夏汐嫻槍傷，康復後和夏汐嫻認錯，並表示因避免夏家絕後而希望納妾 於第22集成功接手萬冠醬園，並欲拆萬冠園招牌，後被姜二更及萬卓楠阻止 於第30集與萬家和好，並以半價出售福永昌醬園作坊和店鋪給萬家，到南洋大展鴻圖，將佛山醬油發揚光大 |
| 王綺琴 | 夏汐嫻 | 大當家夫人 劉敬業之妻 劉星權、劉星威之母 萬玉鶯之家婆，並針對其，於第30集和好 萬啟山，萬啟石，萬啟川，萬啟江之姻伯母 劉竹筠之祖母 於第17集因得悉劉敬業誤殺劉星權而感到激動，槍傷劉敬業 於第30集與萬家和好，並與劉敬業全家搬到南洋 |
| 潘冠霖 |        | 劉敬業之妾 劉星權、劉星威之細媽 萬玉鶯之细家婆 萬啟山，萬啟石，萬啟川，萬啟江之細姻伯母 劉竹筠之細嫲嫲 於第30集登場，懷有劉敬業的骨肉，並與劉敬業全家搬到南洋 |
| 劉天龍 | 劉星權 | 權少 大少爺 劉敬業、夏汐嫻之长子 劉星威之兄 萬玉鶯之夫，與其關係極佳 劉竹筠之父 萬啟山、萬啟石、萬啟川、萬啟江之妹夫 萬卓楠、萬卓樟、萬卓榆、夏小滿之姑丈 萬卓楓之養姑丈，後為姑岳父 席德容、趙靈素、張笑瑩、嚴瑛之姑爺 萬小葵之丈公 於第5集被劉敬業交代已病逝，於第17集才得知被劉敬業誤殺身亡 |
| 楊卓娜 | 萬玉鶯 | 阿鶯 大少奶 劉星權之妻，與其關係極佳，但后遭休 劉敬業、夏汐嫻之媳婦，並被他们針對，於第30集和好 劉星威之大嫂，被其不尊重 劉竹筠之母 在劉星權死後被劉敬業诬蔑剋夫而被趕出刘家 參見萬家 |
| 阮政峰 | 劉星威 | 威少、劉少爺 二少爺 劉敬業、夏汐嫻之幼子 劉星權之弟 萬玉鶯之叔仔 萬啟山，萬啟石，萬啟川，萬啟江之姻弟 劉竹筠之二叔父 於第16集強姦葉細么，後被夏小滿打傷，再被葉細么閹割下體 於第18集打暈萬卓楓，導致其失憶 於第25集發現血郭秋雁死於孤兒院，被葉細么嫁禍 於第26集被葉細么勒死，並佈局成上吊自殺的假象 |
| 張智軒 | 戴厚福 | 醬園男工 |
| 林子超 | 包 旺  | 醬園男工 劉星威之隨從 |
| 沈愛琳 |        | 夏汐嫻之丫環 |

### 專員府（高家）
| 演員   | 角色   | 備注 |
| 袁文傑 | 高兆榮 | 高專員、專員大人、專員、兆榮、南天王、老虎（利家瑤、馬汀專稱） 佛山軍長 曹濟眾之下屬並憎恨其，於第28集反目 高雙雙之兄，於第29集反目 曹大小姐之初戀情人，一直對其念念不忘 郭秋雁之夫，當葉細么嫁入高家後，被葉細么挑撥離間而導致關係惡化 葉細么之勾引對象，於第20集成為其夫 與利家瑤為敵 為人光明磊落、行為端正、沒貪贓沒亂殺無辜，實為為求目的不擇手段、三刀兩面、暗殺他人冒領功勞，且盜走文物之人 企圖策劃對萬家不利 於第22集發現高雙雙偷走文物並且企圖與萬卓楠私奔，後追捕時發現受傷的雙雙，並且全城通緝萬卓楠 於第24集為騙過曹濟眾而讓高雙雙與華歌在教堂舉行假婚禮 於第25集掌摑郭秋雁 於第28集與曹濟眾反目，後聯同葉細么設計，槍斃曹濟眾 於第29集成功挖到寶藏後被華歌出賣並被馬汀拘捕 |
| 淼     | 郭秋雁 | 專員夫人、夫人、秋雁姐、雁姐、秋雁 本名牡丹 高兆榮之妻 高雙雙之大嫂，與其關係極佳 本為妓女 與馮偉不和，於第4集被其強姦未逐 葉細么之情敵，被其陷害 與夏小滿、葉細么在之前已相識 於第20集起因被葉細么挑撥離間而與高兆榮夫妻關係開始惡劣 於第25集被報章揭露其過去的風塵女子身份而被高兆榮掌摑，後被葉細指使的娣殺害 |
| 龔嘉欣 | 葉細   | 專員夫人、夫人、二太太、細么、南天王夫人 勾引高兆榮，第20集起成為其姨太太，於第25集在郭秋雁死後成為其繼室 於第28集投靠曹濟眾，實為與高兆榮合謀讓其放下戒心，從而令高兆榮成功槍殺其 高雙雙之二嫂，被其不承認姑嫂身份，被其針對並不和 郭秋雁之情敵，並陷害其 參見萬冠醬園 |
| 江嘉敏 | 高雙雙 | 雙雙姑娘、雙雙小姐、高小姐 高兆榮之妹，一直視其為正人君子，於第29集反目 郭秋雁、葉細么之姑仔，並視郭秋雁為唯一嫂子，針對並與葉細么不和 與萬卓楠互相愛慕，於30集成為其妻子並宣布懷孕 於第24集成為華歌之假妻子，亦是華歌之鍾情对象 曹濟眾之鍾情对象，被其不情願地毛手毛脚 周乾坤之鍾情對象 於第13集和萬卓楠賞花之餘，被威虎幫綁架 於第14集被高兆榮帶隊救回 於第15集與萬卓楠查案之時被彭虎等人發現且追殺，險墜山崖之時互相確認彼此心意 於第17集被曹濟眾不情願地毛手毛脚，後因周乾坤以酒解圍 於第19集被曹濟眾酒醉後強行霸王硬上弓，後因周乾坤計謀而從魔掌中掙脫 於第22集被安排赴外國進修音樂而企圖與萬卓楠私奔但不果，被高兆榮追捕時與萬卓楠遇上野狗襲擊並滾下山，後獲救 於第22集發現高兆榮盜走和變賣文物的真相，並勸其回頭是岸但不果 於第24集在教堂與華歌舉行婚禮，狠心對前來阻止婚禮的萬卓楠宣稱已變心，實為假結婚為騙過曹濟眾 於第26集被萬卓楠避而不見，後被華歌勸嘗試接受新戀情，但仍深信與萬卓楠的真愛可衝破萬難 於第27集對萬卓楠坦白與華歌假結婚之事並復合，向他提出私奔，但萬卓楠堅持要留守佛山重振萬冠園 於第29集與華歌簽字離婚，後以法國親吻禮儀答謝一直以來都以禮相待的華歌 於第29集得知高兆榮將炸掉萬宅而前去通風報信，後與其反目，被其掌摑 於第30集成為教師 |
| 朱斐斐 | 丁妙雲 | 專員府（高家）丫鬟 |
| 鍾 晴  |        | 專員府（高家）丫鬟 |
| 羅欣羚 | 娣     | 專員府（高家）丫鬟 於第25集受葉細么指使刺殺郭秋雁，並嫁禍給劉星威。 |
| 盧偉文 |        | 高兆榮之手下 |
| 湯俊明 |        | 高兆榮之手下 |

### 利泰連喼汁 (南京政府)
| 演員   | 角色   | 備注 |
| 潘卓明 | 李忠政 | 利泰連喼汁創辦人 利家瑤之爺爺 |
| 李偉霆 | 馬 汀  | 阿汀 醫生 利家瑤之管家 實際身份為南京政府之間諜，利家瑤之上司 於第24集隨同利家瑤表面上來到佛山推廣喼汁，實為進行特別任務 於第29集假扮日本軍火商三井先生，並拘捕高兆榮 於第30集離開佛山到南京履行新任務 |
| 傅嘉莉 | 利家瑤 | Carrie、利小姐 出身於護士 利泰連喼汁老闆 實際身份為南京政府之間諜，以調查高兆榮 馬汀之僱主，實為其下屬 萬卓楓於英國結交之女友，於第30集分手 萬卓楓、夏小滿之間的第三者 夏小滿之情敵 與高兆榮為敵 家族收藏珍貴文物，被高兆榮虎視眈眈 於第24集登場 於第24集表面上來到佛山推廣喼汁，實為進行特別任務 於第25集替夏小滿接生 於第25集提及救了遇海難的萬卓楓並為其起名為布平安 於第27集企圖刺殺高兆榮不遂反被其槍傷 於第29集與高兆榮爭執時滾下山坡 於第30集離開佛山到南京履行新任務並向萬卓楓道別，最後提及已經返回英國 |
| 陳戩浩 |        | 氈帽人 利家瑤之手下 |
| 黃榮燊 |        | 氈帽人 利家瑤之手下 |
| 姚宏遠 |        | 氈帽人 利家瑤之手下 |

### 張家
| 演員   | 角色   | 備注 |
| 余子明 | 張富根 | 鹹魚檔老闆 萬家之親家父 張笑瑩、張勇之父 萬啟川之岳父 萬卓樟之外公 |
| 林惜貞 | 根 妻  | 鹹魚檔老闆娘 萬家之親家母 張笑瑩、張勇之母 萬啟川之岳母 萬卓樟之外婆 患病婦人 |
| 郭少芸 | 張笑瑩 | 阿瑩 萬家三當家夫人 萬啟川之妻 張富根之長女 張勇之姊 參見萬家 |
| 張達倫 | 張 勇  | 阿勇、勇哥 前軍長，後成為萬家護院 萬家舅少爺 張富根之幼子 張笑瑩之弟 萬啟川之舅仔 萬卓樟之舅父 何芬芳之舊情人，後於第22集提及已經復合並成為夫妻 於第15集重遇何芬芳 於第17集及時阻止劉敬業閹割萬卓楓的下體 於第22集與何芬芳隱居山頭，後救回受傷的萬卓楠並收留其 |
| 莊思明 | 何芬芳 | 阿芳、芳芳 化名母夜叉 張勇之舊情人，後於第22集提及已經復合並成為夫妻 暗中保護萬卓楠、高雙雙 被彭虎姦污，並成為其押寨夫人未遂 目睹劉敬業誤殺其子劉星權 於第5集登場 於第15集重遇張勇 於第17集及時阻止劉敬業閹割萬卓楓的下體 於第22集與張勇隱居山頭並收留萬卓楠   |

### 華家
| 演員   | 角色   | 備注 |
| 不適用 | 華仲堅 | 湘天娥之亡夫 萬卓楓(華楓)、華歌之亡父 夏小滿之亡老爺 高雙雙之亡前老爺 萬小葵之亡祖父 已去世 因萬啟山夫婦誤以為夏小滿夭折而剛巧因患重病而令湘天娥被迫賣肚將萬卓楓賣給他們當兒子以賺錢醫病 |
| 康 華  | 湘天娥 | 華仲堅之遺孀 萬卓楓、華歌之母 夏小滿之家婆 高雙雙之前家婆 萬小葵之祖母 參見萬家 |
| 何廣沛 | 萬卓楓 | 本名華楓，僅湘天娥提及 華仲堅、湘天娥之親生長子 萬啟山、席德容之養子兼女婿 華歌之孖生哥哥 夏小滿之夫 高雙雙之前大伯子 萬小葵之父 參見萬家                                                |
| 朱晨麗 | 夏小滿 | 萬卓楓(華楓)之妻 萬啟山、席德容之女 華仲堅、湘天娥之媳妇 高雙雙之前妯娌 萬小葵之母 參見萬家                                                                                              |
| 吳業坤 | 華 歌  | 華仲堅、湘天娥之次子 萬卓楓(華楓)之孖生弟弟 高雙雙之假丈夫，於第29集簽字離婚 萬小葵之叔 於第30集成為佛山專員 參見萬冠醬園                                                                |
| 不適用 | 萬小葵 | 小葵 女嬰 萬卓楓(華楓)、夏小滿之女 華歌之姪女 華仲堅、湘天娥之孫女 高雙雙之前姪女 於第25集由利家瑤接生 參見萬家                                                                          |

### 軍界
| 演員   | 角色     | 備注 |
| 張國強 | 曹濟眾   | 曹督軍、督軍、督軍大人、老狐狸（利家瑤、馬汀專稱） 廣州督軍 陰險軍閥南天王 高兆榮之上司，並被其憎恨，於第28集反目 曹少校和曹大小姐之父 為人好大喜功 垂涎高雙雙美色，並对其產生邪念 於第19集酒醉後企圖對高雙雙不軌，但不成功 於第21集先後被周乾坤和萬卓楠刺傷並對外宣揚已死 於第24集假死歸來並且帶同聘禮來專員府向高雙雙提親，卻被華歌捷足先登而事敗 於第24集萬卓楠阻止婚禮時認得其聲音而得知其是刺傷自己的其中一人，後捉拿其 於第24集以被捉的周乾坤試探高兆榮 於第28集與高兆榮反目，後被葉細么和高兆榮設計，被高兆榮槍斃 |
| 袁文傑 | 高兆榮   | 高專員、專員大人、專員、兆榮、老虎（利家瑤、馬汀專稱） 佛山軍長 曹濟眾之下屬，並憎恨其 參見高家 |
| 吳業坤 | 華 歌    | 華副官、華專員 於第23集被高兆榮推薦入讀軍校 於第24集成為副官，接替周乾坤 受高兆榮指令保護高雙雙 於第30集接替高兆榮成為佛山軍長 參見萬冠醬園 參見華家 |
| 黃耀煌 | 周乾坤   | 周副官、阿坤 副官(第4-24集)接替馮偉，死後被華歌接替 高兆榮之下屬 鍾情於高雙雙 於第17集在高雙雙被曹濟眾毛手毛腳時攥緊了拳頭，聽從高兆榮的指令機智以酒替雙雙解圍 於第19集機智讓高雙雙從曹濟眾的魔掌中掙脫，後被雙雙答謝時展露了對其隱藏許久的愛意 於第21集被受高兆榮委託刺殺曹濟眾並嫁禍於萬卓楠 於第24集向高兆榮坦承喜歡高雙雙，並在曹濟眾派人來提親時建議迎娶雙雙來逼督軍退親但被拒絕 於第24集被曹濟眾捉拿用刑逼供欲逼問出幕後指使者，後被高兆榮槍斃                                                                   |
| 趙樂賢 | 馮 偉    | 馮副官 副官(第1-4集)，後被周乾坤接替 高兆榮之下屬 與郭秋雁不和，於第4集打算強姦其但不果，後被高兆榮槍斃 |
| 崔錦棠 | 牛副官   | 副官 曹濟眾之下屬 |
| 董敬文 | 朱副官   | 副官 曹濟眾之下屬 |
| 李啟傑 |          | 副官 華歌之下屬 |
| 莫家淦 | 曹少校   | 前軍長 曹濟眾之子 曹大小姐之兄 與高兆榮不和 殺死董大帥後被高兆榮殺死 僅在高兆榮的回憶中出現 |
| 孫慧雪 | 曹大小姐 | 曹濟眾之女 曹少校之妹 高兆榮之初戀情人 後被曹濟眾嫁出 僅在高兆榮的回憶中出現 |
| 蔡國慶 | 董大帥   | 軍閥 彭龍、彭虎、彭豹之上司 曹濟衆之天敵 後被曹少校殺死 僅在高兆榮的回憶中出現 |
| 王俊棠 | 彭 龍    | 董大帥之部隊 彭虎、彭豹之大哥 目睹高兆榮殺死曹少校後被其誤殺 僅在高兆榮的回憶中出現 |
| 古明華 | 彭 虎    | 威虎幫頭領 山賊，前軍閥董大帥的殘餘部隊 彭龍之二弟 彭豹之二哥 高兆榮之死敵 於第13集分別挷架萬卓楠、高雙雙、萬卓楓及夏小滿並用惡狗虐待他們 於第14集在高兆榮夷平賊窩時及時由暗道逃出 於第15集重遇萬卓楠與高雙雙並追殺他們，但因何芬芳暗中出手相助而失敗 於第16集遇到劉敬業及萬玉鶯，告訴萬玉鶯劉星權死亡的真相後逃走 於第17集被何芬芳襲擊後逃走再無登場 |
| 戴耀明 | 彭 豹    | 威虎幫山賊，前軍閥董大帥的殘餘部隊 彭龍、彭虎之三弟 於第13集分別挷架萬卓楠、高雙雙、萬卓楓及夏小滿並用惡狗虐待他們 於第14集在高兆榮夷平賊窩時及時由暗道逃出 於第15集重遇萬卓楠與高雙雙並追殺他們，和萬卓楠在懸崖糾纏時因何芬芳暗中出手相助而墮崖身亡 |

### 其他演員
| 演員   | 角色       | 備注 |
| 煒 烈  | 洪天佑     | 洪老闆 商人 萬啟山之生意對象 陳嬌之夫 於第28集成為萬卓樟及萬卓榆之師父 |
| 甄詠珊 | 陳 嬌      | 洪夫人 洪天佑之妻 |
| 江榮暉 | 夏 冬      | 冬叔 夏小滿之養父，與其關係惡劣 於夏小滿小時候為賺錢買酒而將其賣作妓女 於第10集被葉細么收買，訛稱夏小滿為其親女，令葉細么順利假扮萬啟山之女 於第16集被葉細么殺死，臨死前告訴席德容自己不是夏小滿的親父 |
| 張本立 | 廖懷安     | 廖老闆 對萬玉鶯有非分之想 於第7集強姦萬玉鶯未逐 於第22集與劉敬業合謀購買萬冠園 |
| 謝芷倫 | 左 詩      | 修女 與萬卓楠兩情相悅，本到談婚論嫁的地步，後因要修讀神學而分手離開（第10集） |
| 梁珈詠 |            | 洪陳嬌之丫鬟 |
| 李嘉晉 |            | 洪天佑之助手 |
| 顏仟汶 |            | 嫣紅閣鸨母（第5、7、17集） |
| 張韡騰 | 花超群     | |
| 李麗麗 | 陶 三      | |
| 吳香倫 | 李八妹     | |
| 簡家麒 |            | 手下 |
| 周嘉全 |            | 手下 |
| 楊瑞麟 | 馮醫生     | 醫生 |
| 陳靖雲 |            | 護士 |
| 曾健明 | 金無缺     | 老鳳凰（金器店）老闆 |
| 易智遠 | 賀正隆     | |
| 林敬剛 | 蔡文鷹     | |
| 李 岡  | 林 正      | |
| 何偉業 | 馬 揚      | |
| 陳嘉慧 | 鄧小娟     | 鄧艾媛之女 |
| 黃栢文 | 鄧 公      | （第6、17集） |
| 陳勉良 | 葉 公      | |
| 李海生 | 彭 公      | |
| 曾琬莎 |            | 丫鬟 |
| 劉嘉琪 |            | 廚娘 |
| 張詩欣 |            | 廚娘 |
| 黃煒溏 | 鄧子祥     | |
| 文雅   | 阿 蘭      | 老千 阿瑞之妹（第5集） |
| 霍健邦 | 阿 瑞      | 老千 阿蘭之兄（第5集） |
| 易宇航 | 湯瑪士神父 | |
| 黃梓瑋 | 羅院長     | |
| 陳狄克 | 陳 七      | |
| 江富強 | 哈         | |
| 謝可逸 | 將         | 威虎幫山賊 |
| 胡 㻗  | 義         | 威虎幫山賊 |
| 曾海昌 |            | 威虎幫山賊 |
| 吳沚默 | 小 菊      | 被迫與萬卓楠相親，但不成功（第10、13集） |
| 關偉倫 | 歐司理     | |
| 鄭詠謙 | 楊司理     | 銀行家 |
| 何依婷 | 朱春梅     | |
| 曾慧雲 | 周紅梅     | 粵劇名伶（第11集） |
| 鬼 塚  |            | 解籤佬 |
| 區軒瑋 | 霍醫生     | 醫生 |
| 蕭凱欣 |            | 女子 |
| 關梓陽 | 何公子     | 洋行少東 與葉細么相親因劉星威從中作梗而不成功（第16集） |
| 余應彤 |            | 人販 第25集被提及將被打暈的萬卓楓拿去作奴隸 |
| 羅永健 |            | 人販 第25集被提及將被打暈的萬卓楓拿去作奴隸 |
| 蘇麗明 |            | 廖懷安之妻 |
| 林浩文 | 李 昌      | |
| 趙璧渝 |            | |
| 黃浩霆 |            | 士兵 |
| 黎寬怡 | 丹 丹      | 妓女 |
| 譚坤倫 |            | 車伕 |
| 利穎怡 |            | 妓女 |
| 王致狄 |            | 醫生 |
| 梁雯蔚 |            | 業妾（第30集） |
| 楊 明  | 美國老華僑 | 於此劇結尾在美國讚賞中國的醬油，借此證明萬冠醬園的醬油已成功在海外出售（特別客串第30集） |

## 記事
- 2019年3月14日：此劇於15:00在將軍澳工業邨駿才街77號電視廣播城一廠Common Room舉行試造型記者會。[3][4][5]
- 2019年3月27日：此劇首日拍攝。
- 2019年4月12日：此劇於16:00在將軍澳工業邨駿才街77號電視廣播城十二廠舉行拜神活動。
- 2019年5月14日：此劇於17:10在將軍澳工業邨駿才街77號電視廣播城古裝街舉行拍攝探班。
- 2019年7月17日：此劇舉行煞科宴。
- 2020年1月14日：此劇於15:00在將軍澳工業邨駿才街77號電視廣播城古裝街包公廟前舉行「龍飛鳳舞賀醬園」宣傳活動。
- 2020年1月18日：此劇於12:00在將軍澳工業邨駿才街77號電視廣播城舉行「萬家燈火慶團圓」宣傳活動。
- 2020年1月30日：此劇於14:00在將軍澳工業邨駿才街77號電視廣播城 舉行「大戶人家過新年」宣傳活動。

## 軼事
- 此劇是監製梁材遠於無綫電視擔任監製的最後一部作品。[6]

## 收視
本劇於香港無綫電視翡翠台及myTV SUPER七日跨平台總收視之紀錄：
| 週次 | 集數   | 日期                   | 收視率 | 最高收視率 | 備註 |
| 1    | 1－5   | 2020年1月20日－1月24日 | 22點   | 24點       | 星期一至五總收視22.4點 第5集總收視23.5點                                                                |
| 2    | 6－10  | 2020年1月27日－1月31日 | 23點   | 26點       | 星期一至五總收視23.3點 第10集總收視26.2點                                                               |
| 3    | 11－15 | 2020年2月3日－2月7日   | 27點   | 29點       | 星期一至五總收視27.1點 第11集總收視28.4點 第15集總收視28.5點                                            |
| 4    | 16－20 | 2020年2月10日－2月14日 | 30點   | 31點       | 星期一至五總收視29.5點 第16集總收視30.4點 第20集總收視31.1點                                            |
| 5    | 21－25 | 2020年2月17日－2月21日 | 31點   | 32點       | 星期一至五總收視30.9點 第21集總收視31.1點 第25集總收視31.7點                                            |
| 6    | 26－30 | 2020年2月24日－2月28日 | 33點   | 37點       | 星期一至五總收視33.2點 第30集（大結局）直播收視33.1點（約216萬人同時收看） 第30集（大結局）總收視36.5點 |
| 全劇 | 全劇   | 全劇                   | 28點   | 37點       | 全劇平均總收視28點                                                                                      |

## 獎項

### 萬千星輝頒獎典禮2020
| 年份                      | 獎項                    | 單位 | 結果 |
| ------------------------- | ----------------------- | ---- | ---- |
| 2020                      |                         |      |      |
| 馬來西亞最喜愛TVB電視劇集 | 大醬園                  | 提名 |      |
| 最佳劇集                  | 大醬園                  | 提名 |      |
| 最佳男主角                | 何廣沛                  | 提名 |      |
| 馬來西亞最喜愛TVB男主角   | 何廣沛                  | 提名 |      |
| 最佳女主角                | 朱晨麗                  | 提名 |      |
| 馬來西亞最喜愛TVB女主角   | 朱晨麗                  | 提名 |      |
| 最受歡迎電視男角色        | 萬卓楓（何廣沛飾）      | 提名 |      |
| 最受歡迎電視男角色        | 華歌（吳業坤飾）        | 提名 |      |
| 最受歡迎電視女角色        | 夏小滿（朱晨麗飾）      | 提名 |      |
| 最佳男配角                | 吳業坤                  | 提名 |      |
| 最佳男配角                | 吳岱融                  | 提名 |      |
| 最佳女配角                | 楊卓娜                  | 提名 |      |
| 飛躍進步男藝員            | 吳業坤                  | 提名 |      |
| 飛躍進步女藝員            | 江嘉敏                  | 提名 |      |
| 最受歡迎電視歌曲          | 真心不變（譚嘉儀 主唱） | 提名 |      |
| 最受歡迎電視歌曲          | 似水流年（吳若希 翻唱） | 提名 |      |

## 外部連結
- 大醬園- 官方網站 （页面存档备份，存于）- TVB.COM
- 《大醬園》以醬油出發的家族奮鬥故事 （页面存档备份，存于）.TVB Weekly.2019-03-14
- 《大醬園》承傳百年產業 女兒當自強 （页面存档备份，存于）.TVB Weekly.2020-01-17
- 大醬園 - myTV SUPER （页面存档备份，存于）
- 豆瓣电影上《大醬園》的資料 （简体中文）

## 電視節目的變遷

#### 首播
| 香港 無綫電視翡翠台／ 澳門 TVB Anywhere翡翠台 星期一至五 21:30－22:30 | 香港 無綫電視翡翠台／ 澳門 TVB Anywhere翡翠台 星期一至五 21:30－22:30 | 香港 無綫電視翡翠台／ 澳門 TVB Anywhere翡翠台 星期一至五 21:30－22:30 |
| --------------------------------------------------------------------- | --------------------------------------------------------------------- | --------------------------------------------------------------------- |
|                                                                       | 大醬園 （2020.01.20 - 2020.02.28）                                    |                                                                       |
| 丫鬟大聯盟 （2019.12.30 - 2020.01.17）                                | 慶餘年 （週六連播兩集播放） （2020.03.02 - 2020.04.18）               |                                                                       |

#### 重播
| 香港無綫電視翡翠台 星期一至五 14:45－15:45 · 10月6日因 2021年度香港行政長官施政報告 暫停播映 · | 香港無綫電視翡翠台 星期一至五 14:45－15:45 · 10月6日因 2021年度香港行政長官施政報告 暫停播映 · | 香港無綫電視翡翠台 星期一至五 14:45－15:45 · 10月6日因 2021年度香港行政長官施政報告 暫停播映 · |
| ---------------------------------------------------------------------------------------------- | ---------------------------------------------------------------------------------------------- | ---------------------------------------------------------------------------------------------- |
|                                                                                                | 大醬園 （2021.10.04 - 2021.11.15）                                                             |                                                                                                |
| 換樂無窮 （2021.09.06 - 2021.10.01）                                                           | 愛我請留言 （2021.11.16- 2021.12.13）                                                          |                                                                                                |

#### 香港以外地區播放
| 無綫翡翠台香港時區 星期一至五 21:30－22:30   | 無綫翡翠台香港時區 星期一至五 21:30－22:30    | 無綫翡翠台香港時區 星期一至五 21:30－22:30 |
| -------------------------------------------- | --------------------------------------------- | ------------------------------------------ |
|                                              | 大醬園 （2020年1月20日－2020年2月28日）       |                                            |
| 丫鬟大聯盟 （2019年12月30日－2020年1月17日） | 宮心計2深宮計 （2020年3月2日－2020年4月19日） |                                            |

| 新加坡、 马来西亚 翡翠台 星期一至五 21:30－22:30 | 新加坡、 马来西亚 翡翠台 星期一至五 21:30－22:30 | 新加坡、 马来西亚 翡翠台 星期一至五 21:30－22:30 |
| ------------------------------------------------ | ------------------------------------------------ | ------------------------------------------------ |
|                                                  | 大醬園 （2020年1月20日－2020年2月28日）          |                                                  |
| 丫鬟大聯盟 （2019年12月30日－2020年1月17日）     | 萌妃駕到 （2020年3月2日－2020年4月19日）         |                                                  |

| 马来西亚 Astro AOD、Astro AOD HD 星期一至五 21:30－22:30 | 马来西亚 Astro AOD、Astro AOD HD 星期一至五 21:30－22:30 | 马来西亚 Astro AOD、Astro AOD HD 星期一至五 21:30－22:30 |
| -------------------------------------------------------- | -------------------------------------------------------- | -------------------------------------------------------- |
|                                                          | 大醬園 （2020年1月20日－2020年2月28日）                  |                                                          |
| 丫鬟大聯盟 （2019年12月30日－2020年1月17日）             | 萌妃駕到 （2020年3月2日－2020年4月19日）                 |                                                          |

| 新加坡 HUB戲劇首選 星期一至五 21:30－22:30   | 新加坡 HUB戲劇首選 星期一至五 21:30－22:30 | 新加坡 HUB戲劇首選 星期一至五 21:30－22:30 |
| -------------------------------------------- | ------------------------------------------ | ------------------------------------------ |
|                                              | 大醬園 （2020年1月20日－2020年2月28日）    |                                            |
| 丫鬟大聯盟 （2019年12月30日－2020年1月17日） | 萌妃駕到 （2020年3月2日－2020年4月19日）   |                                            |

| 美国 TVB1 星期一至五 劇場 東岸時間 20:30－21:30           | 美国 TVB1 星期一至五 劇場 東岸時間 20:30－21:30 | 美国 TVB1 星期一至五 劇場 東岸時間 20:30－21:30 |
| --------------------------------------------------------- | ----------------------------------------------- | ----------------------------------------------- |
|                                                           | 大醬園 （2020年1月20日－2020年2月28日）         |                                                 |
| 過街英雄 （2019年12月23日－2020年1月17日）                | 萌妃駕到 （2020年3月2日－2020年4月18日）        |                                                 |
| 美国 TVB2/TVBSF 星期一至五 黃金劇場 西岸時間 22:00－23:00 |                                                 |                                                 |
| 過街英雄 （2019年12月23日－2020年1月17日）                | 大醬園 （2020年1月20日－2020年2月28日）         | 萌妃駕到 （2020年3月2日－2020年4月18日）        |
| 美国 TVBe 星期一至五 黃金劇場 時段 16:00－17:00           |                                                 |                                                 |
| 丫鬟大聯盟 （2019年12月30日－2020年1月17日）              | 大醬園 （2020年1月20日－2020年2月28日）         | 萌妃駕到 （2020年3月2日－2020年4月18日）        |

| 澳洲 無綫翡翠台 星期二至六 21:30－22:30      | 澳洲 無綫翡翠台 星期二至六 21:30－22:30  | 澳洲 無綫翡翠台 星期二至六 21:30－22:30 |
| -------------------------------------------- | ---------------------------------------- | --------------------------------------- |
|                                              | 大醬園 （2020年1月21日－2020年2月29日）  |                                         |
| 丫鬟大聯盟 （2019年12月31日－2020年1月18日） | 萌妃駕到 （2020年3月3日－2020年4月19日） |                                         |

| 新加坡 HUB娛家戲劇台 劇集首映 星期一至五 20:00－21:00 | 新加坡 HUB娛家戲劇台 劇集首映 星期一至五 20:00－21:00 | 新加坡 HUB娛家戲劇台 劇集首映 星期一至五 20:00－21:00 |
| ----------------------------------------------------- | ----------------------------------------------------- | ----------------------------------------------------- |
|                                                       | 大醬園 （2020年5月5日－2020年6月15日）                |                                                       |
| 丫鬟大聯盟 （2020年4月14日－2020年5月4日）            | 慶餘年 （2020年6月16日－2020年8月18日）               |                                                       |

| 新加坡 新傳媒8頻道 星期一至五 19:30 - 20:00 （每次播出原版的半集） （电视播出华语版，电视台网站 www.mewatch.sg 提供华粤双语版本） | 新加坡 新傳媒8頻道 星期一至五 19:30 - 20:00 （每次播出原版的半集） （电视播出华语版，电视台网站 www.mewatch.sg 提供华粤双语版本） | 新加坡 新傳媒8頻道 星期一至五 19:30 - 20:00 （每次播出原版的半集） （电视播出华语版，电视台网站 www.mewatch.sg 提供华粤双语版本） |
| --- | --- | --- |
| | 大酱园 （2021年5月7日 — 2021年7月29日)                                                                                            | |
| 味之道 （2020年11月2日 — 2021年5月6日）                                                                                           | 小心啊！谢宇航 （2021年7月30日 — 2021年8月18日）都市狂想 （2021年8月19日 — 2021年8月31日）邻里帮 （2021年9月1日 — 2022年3月4日)   | |
| 星期一至四 15:30 - 16:30 (重播) (2022年4月6日起，星期一至三 15:30 - 16:30）                                                       | | |
| 她她她的少女时代 （2022年2月22日 — 2022年3月28日）                                                                                | 大酱园 （2022年3月29日 — 2022年6月1日)                                                                                            | 那些我愛過的人 （2022年6月6日 — 2022年8月1日）                                                                                    |

| 马来西亚 八度空间 TVB之最 星期六和日 19:00 — 20:00 | 马来西亚 八度空间 TVB之最 星期六和日 19:00 — 20:00  | 马来西亚 八度空间 TVB之最 星期六和日 19:00 — 20:00 |
| -------------------------------------------------- | --------------------------------------------------- | -------------------------------------------------- |
|                                                    | 大酱园 (2021年8月29日 — 2021年12月11日)             |                                                    |
| 黃金有罪 (2021年5月16日 — 2021年8月28日)           | 十八年後的終極告白 (2021年12月12日 — 2022年2月19日) |                                                    |

| 香港、 马来西亚、 新加坡 TVB星河频道 星期一至五 19:30 - 20:30 | 香港、 马来西亚、 新加坡 TVB星河频道 星期一至五 19:30 - 20:30 | 香港、 马来西亚、 新加坡 TVB星河频道 星期一至五 19:30 - 20:30 |
| ------------------------------------------------------------- | ------------------------------------------------------------- | ------------------------------------------------------------- |
|                                                               | 大醬園 （2023年5月1日－2023年6月9日）                         |                                                               |
| 黃金有罪 （2023年3月20日 - 2023年4月28日）                    | 迷網 （2023年6月12日 - 2023年7月14日）                        |                                                               |